# Burkina Faso hívójelkörzetei
Burkina Faso jelenleg (2024) nincs felosztva hívójelkörzetekre.
Burkina Faso számára az ITU a XT hívójelprefixet határozta meg.
| Prefix | Körzet | Hely/jelleg  | ITU zóna | CQ zóna | 1 szintű QTH lokátor |
| ------ | ------ | ------------ | -------- | ------- | -------------------- |
| XT     | [0..9] | Burkina Faso | 46       | 35      | IK, JK               |

## Lajstromjel
Vízi és légi járművek lajstromjelezéséhez az XT prefixet használják.